# هنری وادزورث لانگ‌فلو
هنری وادزورث لانگ‌فلو (به انگلیسی: Henry Wadsworth Longfellow) (متولد ۱۸۰۷ و متوفی ۱۸۸۲)، شاعر آمریکایی قرن نوزده میلادی.
وی اهل پورتلند، مین بود و در دانشگاه هاروارد تدریس می‌کرد.
وی اولین اثرش را در چهارده سالگی انتشار داد.

## گزیده آثار
- سرود هیاواتا (۱۸۵۵)
- نامزدی‌های مایلز استندیش
- کوره راه پل رویر
- افسانه‌های مسافرخانهٔ کنار جاده (۱۸۶۳)
- هیپریون (۱۸۳۹)
- اوانجلین (۱۸۴۷)
- سفر به آن سوی دریا
- دریای دیگر
- آواز شب (۱۸۳۹)
- ساختمان کشتی
- شاگرد اسپانیایی (۱۸۴۳)
- مسیح: یک راز (۱۸۷۲)
- منظومه‌ها و اشعار دیگر (۱۸۴۱)

## به فارسی
گزیده‌ای از شعرهای لانگ‌فلو را محمّدعلی اسلامی ندوشن در کتابی به نامِ بهترین اشعارِ هِنری لانگ‌فِلُو منتشر کرده است.

## نگارخانه

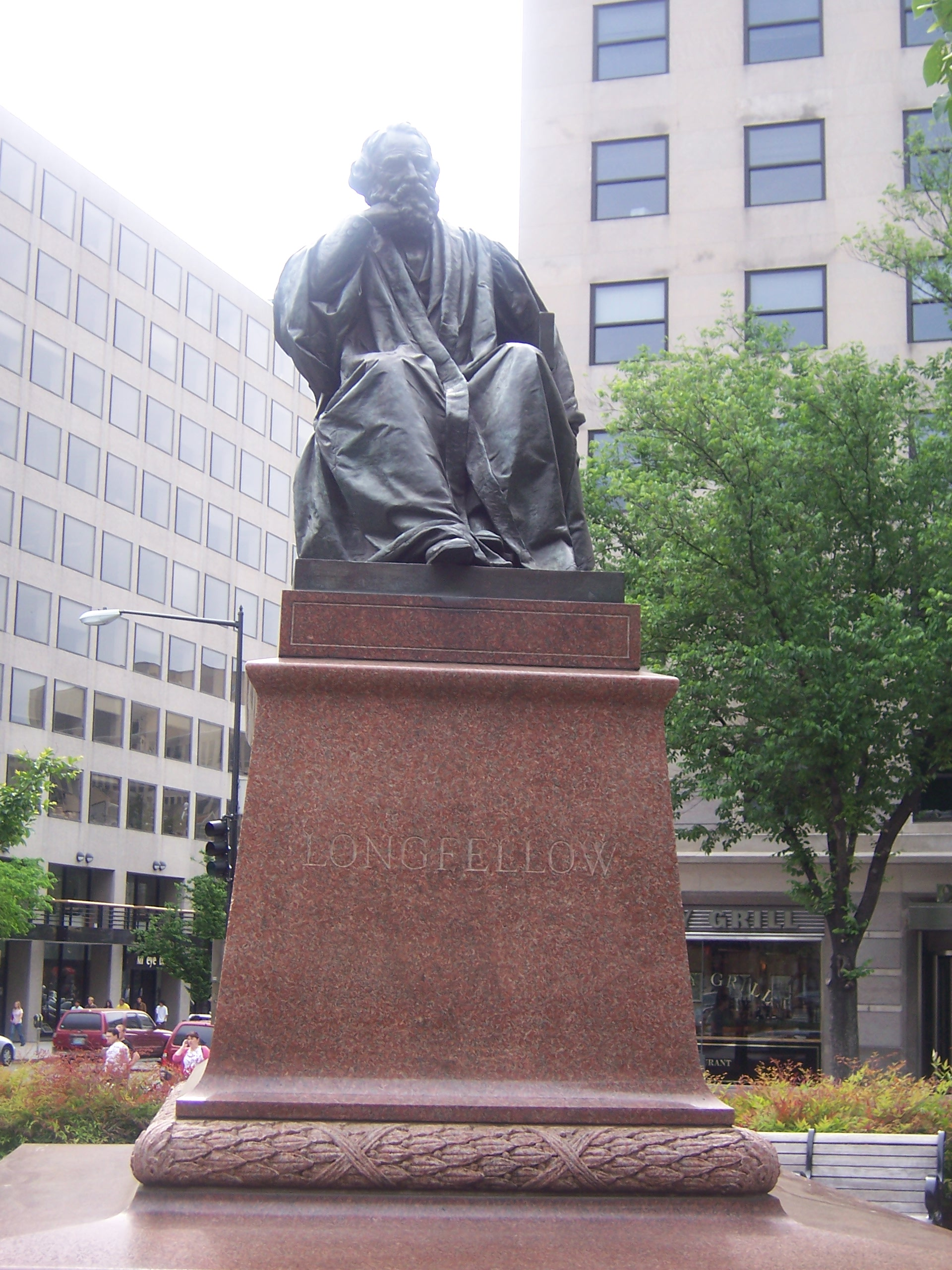
تندیس وادزورث در شهر واشینگتن دی سی